# ビリーバーズ・ハイ
「ビリーバーズ・ハイ」は、flumpoolのDVDシングルである。2014年5月21日に発売された。

## 概要
ベスト・アルバム『The Best 2008-2014「MONUMENT」』と同時発売された。DVDシングルとして初回プレス完全限定盤にて発売された。

## 収録曲
1. 「ビリーバーズ・ハイ」ミュージックビデオ 
  - TVアニメ「キャプテン・アース」のオープニングテーマ
2. TVアニメ「キャプテン・アース」ノンテロップ オープニング映像